# Griechisches Patriarchat von Jerusalem

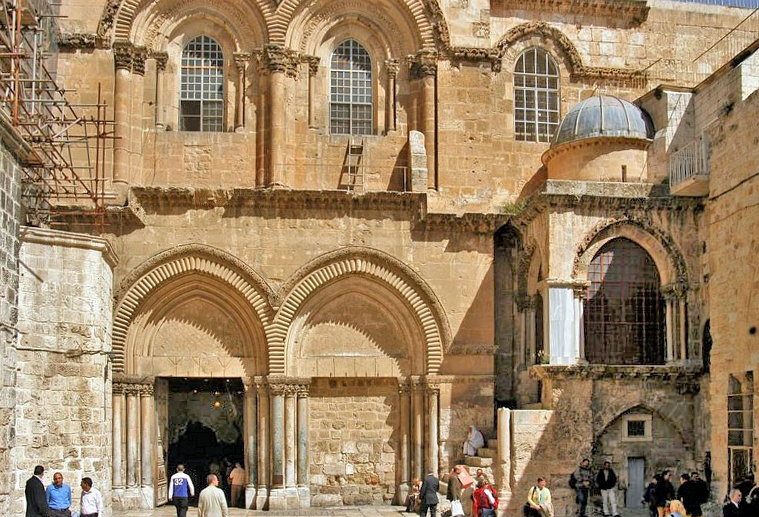
Haupteingang der Grabeskirche in Jerusalem

Das Griechisch-Orthodoxe Patriarchat von Jerusalem (altgriechisch Πατριαρχεῖον Ἱεροσολύμων Patriarcheíon Hierosolýmon; arabisch بطريركية الروم الأورثوذكس الاورشليمية, DMG Baṭriyarkiyyat ar-Rūm al-ʾŪrṯūḏuks al-ʾūršalīmiyya ‚Jerusalemitisches Patriarchat der Rum-Orthodoxen‘; hebräisch פַּטְרִיאָרְכִיַּת יְרוּשָׁלַיִם הַיְְוָונִית-אוֹרְתּוֹדוֹכְּסִית Paṭrīʾarchijjat Jərūschalajim haJəwanīt haʾŌrtōdōksīt, deutsch ‚Griechisch-Orthodoxes Patriarchat Jerusalem‘) ist eine orthodoxe autokephale Kirche mit Sitz in Jerusalem und ungefähr 100.000 christlichen Gläubigen, von denen ein Großteil Palästinenser sind.

## Strukturen
Das Patriarchat umfasst griechisch-orthodoxe Gemeinden in Palästina (etwa 25.000 Seelen) und Israel (etwa 63.000 Seelen) sowie in Jordanien (etwa 120.000 Seelen), ferner die autonome Kirche vom Berg Sinai mit dem Katharinenkloster.
Oberhaupt ist seit 2005 Patriarch Theophilos III. von Jerusalem. Die Viri-Galilaei-Kirche ist der Sitz des Patriarchen.
Das Patriarchat verwendet den alten Julianischen Kalender. Es nahm nicht am Panorthodoxen Konzil 2016 teil.

### Metropolien und Metropoliten
- Heilige Metropolie Caesarea und Exarchat Palaestina Prima: Sedisvakanz
- Heilige Metropolie Scythopolis: Sedisvakanz
- Heilige Metropolie Petra und Exarchat Arabia Petraea: Cornelios (Emmanuel) Rodousakis (2005–)
- Heilige Metropolie Ptolemais (St. Georg, Akko): Sedisvakanz
- Heilige Metropolie Nazareth und Exarchat von Ganz Galiläa (St. Georg, Nazareth): Kyriakos (Andreas) Georgopetris (1991–)
- Heilige Metropolie Neapolis: Sedisvakanz
- Heilige Metropolie Capitolias: Isychios (Elias) Condogiannis (1991–)
- Heilige Metropolie Bostra: Timotheos (Theodoros) Margaritis (1998–)
- Heilige Metropolie Eleutheropolis: Sedisvakanz
- Heilige Metropolie Philadelphia: Benediktos (George) Tsekouras (2001–)

#### Autonome Kirche
- Kirche vom Berge Sinai

## Grundbesitz
Nach der israelischen Behörde für Grund und Boden ist die griechisch-orthodoxe Kirche in Israel der zweitgrößte Landeigentümer. Bis zu den großen Landverkäufen gehörte ihr eine Fläche von 4,5 Quadratkilometern, die heute zu den wertvollsten Grundstücken Israels zählen, darunter in Jerusalem, Jaffa, Tiberias, Caesarea, Ramla, Nazareth und weiteren Orten. Gekauft wurden die Ländereien im 19. Jahrhundert von der Kirche zu landwirtschaftlichen Zwecken.
Nach der Gründung des Staates Israel 1948 wurde das Land häufig in 99-Jahres-Verträgen verpachtet, z. B. an die Behörde der Natur und Gärten Israels sowie den Jüdischen Nationalfonds. Die Verträge beinhalten häufig eine Option auf Verlängerung. Vermittelt wurden zahlreiche dieser Verträge in den Jahren 1949 und 1950 von dem Rabbiner und Diplomaten Ja’akov Herzog, der in jener Zeit im israelischen Ministerium für Religiöse Angelegenheiten beschäftigt war.

## Klandestine Landverkäufe
Schon unter dem Vorgänger des jetzigen Patriarchen Theophilos III., Irenaios, hatte es Streit über Landverkäufe gegeben. Sie führten zur Absetzung von Irenaios, der Land an jüdische Siedler verkauft hatte. Der jetzige Patriarch hat seit 2011 in zweifelhaften Transfers umfangreich Land an Firmen in karibischen Steueroasen zu einem Bruchteil des Marktwertes verkauft. Die auf dem verkauften Land gebauten Immobilien verloren nach Bekanntwerdung der Verkäufe massiv an Wert, da unklar war, ob – wie nach geltender israelischer Rechtslage üblich – die Häuser nach Ende der Pachtzeit an den Eigentümer fallen oder die Verträge von den neuen Eigentümern verlängert werden. Einige Verträge laufen in 50 Jahren aus. Angehörige der Gemeinde sprechen von Diebstahl. Inzwischen soll ein Großteil des Landbesitzes der Griechisch-Orthodoxen Kirche verkauft sein, unter anderem an die Investmentfirma Kronti Limited mit Sitz auf den Britischen Jungferninseln, die später die erworbenen Grundstücke an andere Firmen auf den Cayman-Inseln weiter veräußerte.
Manche der Jerusalemer Grundstücke eines umstrittenen Immobiliengeschäfts aus dem Jahr 2004 wurden der Organisation Ateret Kohanim übertragen.